# Donkey Kong Country Returns
Donkey Kong Country Returns, в Японии известная под названием Donkey Kong Returns (яп. ドンキーコング リターンズ Донки: Конгу Рита:ндзу) — видеоигра в жанре трехмерного платформера, разработанная компанией Retro Studios. Игра вышла в четвёртом квартале 2010 года на приставке Nintendo Wii. Это первая игра в серии Donkey Kong Country с момента выхода в 1999 году видеоигры Donkey Kong 64 на приставке Nintendo 64, и первая игра, которую разработала не компания Rare.
В мае 2013 года был выпущен порт игры на приставку Nintendo 3DS. Ремастер игры для Nintendo Switch под названием "Donkey Kong Country Returns HD" был выпущен 16 января 2025 года.

## Игровой процесс
Игрок может управлять Донки Конгом и Дидди Конгом. В игру вернулись многие элементы серии Donkey Kong Country , включая гонки на вагонетках и пиратских кораблях, сбор бананов и золотых букв K-O-N-G. В одиночной игре, игроки могут играть только за Донки Конга, с Дидди игрок получает дополнительное здоровье и улучшенный прыжок. В режиме мультиплеера второй игрок может управлять Дидди Конгом. В игре присутствуют так же два друга Донки Конга — носорог Рамби и попугай Сквокс.

## Сюжет
Находясь под контролем группы злых тики, животные с острова похитили все бананы Донки Конга, заставив того прибегнуть к помощи его друга, Дидди Конга. Различные виды тиков стали главными противниками игры, заменив кремлингов. Крэнки Конг, владеющий магазинчиками по всему острову, единственный член семьи Конгов, который появляется в игре вдобавок к Донки и Дидди.

## Разработка
После успешного преобразования серии Metroid в трилогию Metroid Prime, Retro Studios была представлена возможность проделать нечто то же самое и с серией Donkey Kong, остановившимся в 2004 году на игре Donkey Kong Jungle Beat, вышедшей на GameCube.
Впервые игру представили на выставке E3 в 2010 году.
14 февраля 2013 года на конференции Nintendo Direct компания Nintendo объявила, что порт игры для Nintendo 3DS, под названием Donkey Kong Country Returns 3D, в настоящее время находится в разработке. Сообщалось, что порт разрабатывается с нуля и будет иметь стереоскопическую 3D-графику. Версия для Nintendo 3DS была выпущена 24 мая 2013 года в США и Европе, 25 мая в Австралии и 13 июня в Японии.

## Отзывы
| Сводный рейтинг | Сводный рейтинг | Сводный рейтинг |
| Издание         | Оценка          | Оценка          |
| Издание         | 3DS             | Wii             |
| --------------- | --------------- | --------------- |
| GameRankings    | 83,51 %         | 87,87 %         |